# Lijst van monumenten in Oderberg
De Duitse gemeente Oderberg telt 26 inschrijvingen in het monumentenregister. Hieronder een overzicht.
|    | Ligging                                               | Officiële betekenis                                                                      | Beschrijving                                                       | Afbeelding |
| -- | ----------------------------------------------------- | ---------------------------------------------------------------------------------------- | ------------------------------------------------------------------ | ---------- |
| 1  |                                                       | Kerk                                                                                     | Evangelische kerk, die tussen 1853 en 1855 is gebouwd door Stüler. |            |
| 2  |                                                       | Burchtruine „Bärenkasten“                                                                | De vesting werd in de 2e helft van de 15e eeuw gebouwd.            |            |
| 3  |                                                       | Joods kerkhof                                                                            |                                                                    |            |
| 4  |                                                       | Spoorbrug over de Alte Oder                                                              |                                                                    |            |
| 5  |                                                       | Boogbrug over de Alte Oder                                                               |                                                                    |            |
| 6  |                                                       | Grenssteen Ewaldshügel, tussen Chorin en Oderberg                                        |                                                                    |            |
| 7  | Am Friedenshain                                       | Sport- en multifunctionele hal                                                           |                                                                    |            |
| 8  | Angermünder Straße, Berliner Straße, Markt, Oberkietz | Stadskern                                                                                |                                                                    |            |
| 9  | Angermünder Straße 8                                  | Woonhuis                                                                                 |                                                                    |            |
| 10 | Angermünder Straße 15                                 | Woonhuis                                                                                 |                                                                    |            |
| 11 | Angermünder Straße 17                                 | Woonhuis                                                                                 |                                                                    |            |
| 12 | Angermünder Straße 19                                 | Woonhuis                                                                                 |                                                                    |            |
| 13 | Angermünder Straße 23                                 | Woonhuis                                                                                 |                                                                    |            |
| 14 | Berliner Straße 18                                    | Woonhuis                                                                                 |                                                                    |            |
| 15 | Berliner Straße 25                                    | Woonhuis                                                                                 |                                                                    |            |
| 16 | Berliner Straße 50                                    | Woonhuis                                                                                 |                                                                    |            |
| 17 | Berliner Straße 57                                    | Woonhuis                                                                                 |                                                                    |            |
| 18 | Berliner Straße 58                                    | Woonhuis                                                                                 |                                                                    |            |
| 19 | Eberswalder Chaussee 18                               | Villaterrein „Oderblick“ met villa, portierswoning, hek, oprit en trappen tegen helling. |                                                                    |            |
| 20 | Hermann-Seidel-Straße                                 | Raderstoomboot „Riesa“, Noordoever Alte Oder                                             |                                                                    |            |
| 21 | Hermann-Seidel-Straße                                 | Trafostation                                                                             |                                                                    |            |
| 22 | Oberkietz 28                                          | Woonhuis                                                                                 |                                                                    |            |
| 23 | Oberkietz 29                                          | Woonhuis                                                                                 |                                                                    |            |
| 24 |                                                       | Kerk                                                                                     |                                                                    |            |
| 25 | Neuendorf 6                                           | Amtshuis                                                                                 |                                                                    |            |
| 26 | Neuendorf 12                                          | Gutsarbeiterhaus                                                                         |                                                                    |            |